# Hidróxido de sódio
O hidróxido de sódio (NaOH), também conhecido como soda cáustica, é usado na indústria, principalmente como base química, no fabrico de papel, tecidos, detergentes, sabão azul, alimentos e biodiesel. Trata-se de uma base forte.
Apresenta ocasionalmente uso doméstico para a desobstrução de encanamentos e sumidouros, pois dissolve gorduras. É altamente corrosivo e pode produzir queimaduras, cicatrizes e cegueira devido à sua elevada reatividade e pH.
Reage de forma exotérmica com a água e é produzido por eletrólise de uma solução aquosa de cloreto de sódio (salmoura), juntamente com o cloro.

## História
O hidróxido de sódio foi preparado pela primeira vez pelos fabricantes de sabão. Um procedimento para fabricar hidróxido de sódio apareceu como parte de uma receita para fazer sabão em um livro árabe do final do século XIII: Al-mukhtara` fi funun min al-suna ' (invenções das várias artes industriais), que foi compilado por al-Muzaffar Yusuf ibn 'Umar ibn' Ali ibn Rasul (m. 1295), um rei do Iêmen. A receita pedia a passagem de água repetidamente através de uma mistura de álcalis (árabe: al-qily, onde qily é cinza de plantas de erva-de-sal, ricas em sódio; portanto, alcalino era carbonato de sódio impuro) e cal (óxido de cálcio, CaO), pelo qual foi obtida uma solução de hidróxido de sódio.
Os fabricantes de sabão europeus também seguiram esta receita. Quando, em 1791, o químico e cirurgião francês Nicolas Leblanc (1742–1806) patenteou um processo de produção em massa de carbonato de sódio, a "soda cinzenta" natural (carbonato de sódio impuro que foi obtido das cinzas de plantas ricas em sódio) foi substituído por esta versão artificial. No entanto, no século XX, a eletrólise do cloreto de sódio havia se tornado o principal método para a produção de hidróxido de sódio.

## Advertências
Ingestão
Pode causar danos graves como diarreia e outros danos permanentes ao sistema gastrointestinal.
Inalação
Irritação com pequenas exposições, danoso ou mortal em altas doses.
Pele
Perigoso. Os sintomas vão desde irritações leves até úlceras graves.
Olhos
Perigoso. Pode causar queimaduras, danos na córnea ou conjuntiva.

## Produção
É produzido nas indústrias cloro-álcali por meio da eletrólise aquosa do Cloreto de Sódio com eletrodos inertes ao mesmo tempo em que é produzido gás cloro no eletrodo positivo e gás hidrogênio no eletrodo negativo. Reage violentamente com alumínio e água para resultar em gás hidrogênio:
2NaCl + 2H₂O → 2 NaOH + Cl₂ + H₂
2Al + 2NaOH + 2H₂O →2 NaAlO₂ + 3 H₂

## Reações químicas

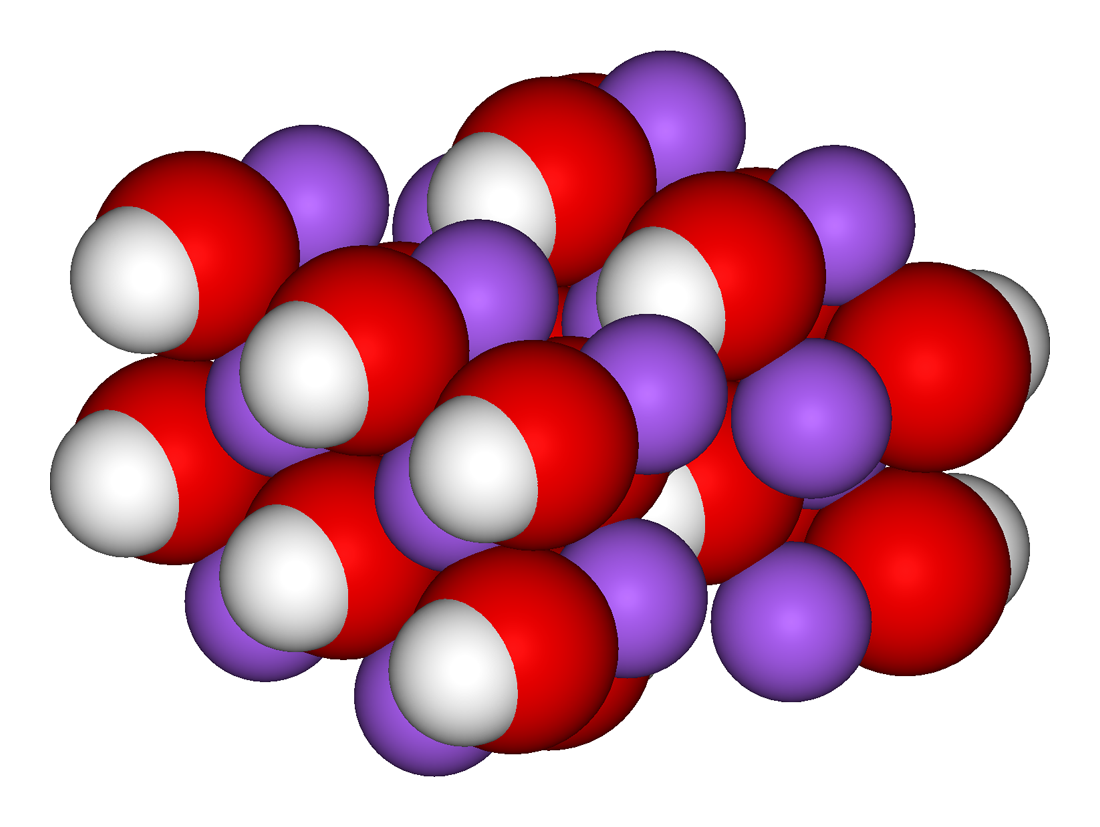
Estrutura molecular dos cristais de hidróxido de sódio.

Por sua alta reatividade o hidróxido de sódio é amplamente utilizado em reações químicas.

### Degradação de Dumas
Em degradações é utilizado para preparar alcanos, diminuindo o número de carbonos na cadeia. É utilizado juntamente com o óxido de cálcio (CaO) para diminuir sua reatividade e prevenir que o tubo de ensaio seja corroído.

### Reações com ácidos
É uma base forte e por isso reage com ácidos (orgânicos e inorgânicos) gerando sais e água, exemplo:
NaOH + HBr → NaBr + H₂O
2 NaOH + H₂SO₄ → Na₂SO₄ + 2 H₂O
CH₃COOH + NaOH → CH₃COONa + H₂O

### Reações com sais
Pode reagir com sais de outros metais, formando um novo sal e um novo hidróxido:
Fe₂(SO₄)₃ + 6 NaOH → 2 Fe(OH)₃ + 3 Na₂SO₄

### Reações com óxidos ácidos
Reage com óxidos ácidos gerando sal e água:
SiO₂ (vidro) + 2 NaOH → Na₂(SiO₃) + H₂O

### Como catalisador
É um catalisador em reações de hidrólises de uma série de compostos orgânicos:
1-Hidrólise de Nitrilas
CH₃-CN + NaOH (diluido) → CH₃-COONa + NH₄OH
2-Hidrólise de derivados de ácido carboxílico
Exemplos:

#### Ésteres
CH₃-COOCH₃ + NaOH (diluído) → CH₃-COONa + CH₃OH

#### Cloretos de acila
CH₃-COCℓ + NaOH (diluído) → CH₃-COOH + NaCℓ

### Reações com haletos de alquila
Reage com haletos de alquila para obtenção de álcoois:
CH₃CH₂CH₂-Cℓ + NaOH → CH₃CH₂CH₂-OH + NaCℓ
Também pode formar ácidos carboxilicos.

## Uso
O hidróxido de sódio é uma base forte popular usada na indústria. Cerca de 56% do hidróxido de sódio produzido é usado pela indústria, 25% dos quais é usado na indústria de papel. O hidróxido de sódio também é usado na fabricação de sais e detergentes de sódio, regulação do pH e síntese orgânica. É utilizado no processo de produção de alumínio da Bayer. A granel, na maioria das vezes é tratada como uma solução aquosa, uma vez que as soluções são mais baratas e fáceis de manusear.
O hidróxido de sódio é usado em muitos cenários em que é desejável aumentar a alcalinidade de uma mistura ou neutralizar ácidos.
Por exemplo, na indústria do petróleo, o hidróxido de sódio é usado como aditivo na lama de perfuração para aumentar a alcalinidade nos sistemas de lama bentonita, aumentar a viscosidade da lama e neutralizar quaisquer gases ácidos (como sulfeto de hidrogênio e dióxido de carbono) que possam ser encontrados na formação geológica à medida que a perfuração progride.
Outro uso é nos testes de pulverização de sal, nos quais o pH precisa ser regulado. O hidróxido de sódio é usado com ácido clorídrico para equilibrar o pH. O sal resultante, cloreto de sódio (NaCl), é o agente corrosivo usado no teste de pulverização de sal com pH neutro padrão.
O petróleo bruto de baixa qualidade pode ser tratado com hidróxido de sódio para remover as impurezas sulfurosas em um processo conhecido como lavagem cáustica. Como acima, o hidróxido de sódio reage com ácidos fracos, como sulfeto de hidrogênio e mercaptanos, produzindo sais de sódio não voláteis, que podem ser removidos. Os resíduos formados são tóxicos e difíceis de lidar, e o processo é proibido em muitos países por causa disso. Em 2006, a Trafigura usou o processo e depois jogou o lixo na Costa do Marfim

### Polpação química
O hidróxido de sódio também é amplamente utilizado na polpação de madeira para fabricação de papel ou fibras regeneradas. Juntamente com o sulfeto de sódio, o hidróxido de sódio é um componente essencial da solução de licor branco usada para separar a lignina das fibras de celulose no processo kraft. Também desempenha um papel fundamental em várias etapas posteriores do processo de branqueamento da polpa marrom resultante do processo de polpação. Esses estágios incluem deslignificação com oxigênio, extração oxidativa e extração simples, todos os quais requerem um ambiente alcalino forte com um pH > 10,5 no final dos estágios.

#### Digestão de tecidos
De maneira semelhante, o hidróxido de sódio é usado para digerir os tecidos, como em um processo que foi usado com animais de fazenda ao mesmo tempo. Esse processo envolveu a colocação de uma carcaça em uma câmara selada e a adição de uma mistura de hidróxido de sódio e água (que quebra as ligações químicas que mantêm a carne intacta). Isso acaba transformando o corpo em um líquido com aparência de café, e o único sólido que resta são os cascos dos ossos, que podem ser esmagados entre as pontas dos dedos.
O hidróxido de sódio é frequentemente usado no processo de decomposição de atropelamentos despejados em aterros por empreiteiros de descarte de animais. Devido à sua disponibilidade e baixo custo, tem sido utilizado por criminosos para descartar cadáveres. A serial killer italiana Leonarda Cianciulli usou esse produto químico para transformar corpos em sabão. No México, um homem que trabalhava para cartéis de drogas admitiu ter descartado mais de 300 corpos.
O hidróxido de sódio é um produto químico perigoso devido à sua capacidade de hidrolisar proteínas. Se uma solução diluída for derramada sobre a pele, poderão ocorrer queimaduras se a área não for bem lavada e por vários minutos com água corrente. Salpicos nos olhos podem ser mais graves e levar à cegueira

##### Dissolvendo metais anfotéricos e compostos
Bases fortes atacam o alumínio. O hidróxido de sódio reage com alumínio e água para liberar gás hidrogênio. O alumínio retira o átomo de oxigênio do hidróxido de sódio, que, por sua vez, retira o átomo de oxigênio da água e libera os dois átomos de hidrogênio. A reação produz gás hidrogênio e aluminato de sódio. Nesta reação, o hidróxido de sódio atua como um agente para tornar a solução alcalina, que o alumínio pode dissolver-se na água. Esta reação pode ser útil em gravar, removendo a anodização, ou a conversão de uma superfície polida para um acetinado acabamento, mas sem mais passivação tal como anodização ou alodinação a superfície pode ficar degradada, sob uso normal ou em condições atmosféricas severas.
No processo Bayer, o hidróxido de sódio é usado no refino de minérios contendo alumina (bauxita) para produzir alumina (óxido de alumínio), que é a matéria-prima usada para produzir metal de alumínio através do processo eletrolítico de Hall-Héroult. Como a alumina é anfotérica, ela se dissolve no hidróxido de sódio, deixando impurezas menos solúveis em pH alto, como óxidos de ferro, na forma de uma lama vermelha altamente alcalina.

###### Reagente de esterificação e transesterificação
O hidróxido de sódio é tradicionalmente usado na fabricação de sabão (sabão para processo a frio, saponificação). Foi fabricado no século XIX para uma superfície dura, em vez de um produto líquido, porque era mais fácil de armazenar e transportar.
Para a fabricação de biodiesel, o hidróxido de sódio é utilizado como catalisador para a transesterificação de metanol e triglicerídeos. Isso funciona apenas com hidróxido de sódio anidro, porque, combinada com água, a gordura se transforma em sabão, que pode ser contaminado com metanol. O NaOH é usado com mais frequência do que o hidróxido de potássio, porque é mais barato e é necessária uma quantidade menor.

### Preparação de alimentos
Os usos alimentares do hidróxido de sódio incluem lavagem ou descascamento químico de frutas e legumes, processamento de chocolate e cacau, produção de corantes de caramelo, escaldamento de aves, processamento de refrigerantes e sorvete espessado. Azeitonas geralmente são embebidas em hidróxido de sódio para amolecimento; os pretzels e os rolos de lixívia alemães são envidraçados com uma solução de hidróxido de sódio antes do cozimento para torná-los crocantes. Devido à dificuldade em obter hidróxido de sódio de qualidade alimentar em pequenas quantidades para uso doméstico, o carbonato de sódio é frequentemente usado no lugar do hidróxido de sódio.
Alimentos específicos processados com hidróxido de sódio incluem:
- Os pretzels alemães são escalfados em uma solução fervente de carbonato de sódio ou em uma solução fria de hidróxido de sódio antes do cozimento, o que contribui para sua crosta única.
- A água de soda cáustica é um ingrediente essencial na crosta dos tradicionais bolos de lua chineses assados.
- A maioria dos macarrão chinês de cor amarela é feita com água de soda cáustica, mas geralmente é confundida com a contenção de ovos.
- Uma variedade de zongzi usa água de soda cáustica para conferir um sabor doce.
- O hidróxido de sódio também é o produto químico que causa a gelificação das claras em ovo na produção dos ovos do século.
- Alguns métodos de preparação de azeitonas envolvem submetê-las a uma salmoura à base de soda cáustica.
- A sobremesa filipina (kakanin) chamada kutsinta usa uma pequena quantidade de água de soda cáustica para ajudar a dar à massa de farinha de arroz uma consistência gelatinosa. Um processo semelhante também é usado no kakanin conhecido como pitsi-pitsi ou pichi-pichi, exceto que a mistura usa mandioca ralada em vez de farinha de arroz.
- O prato norueguês conhecido como lutefisk (lutfisk, "peixe com lixívia").
- Os bagels são frequentemente cozidos em uma solução de soda cáustica antes de assar, contribuindo para sua crosta brilhante.
- Canjica são grãos secos de milho reconstituídos por imersão em água de soda cáustica. Elas se expandem consideravelmente em tamanho e podem ser processadas posteriormente fritando para fazer nozes de milho ou secando e moendo para fazer grãos. Canjica é usada para criar masa, uma farinha popular usada na culinária mexicana para fazer tortilhas e tamales. Nixtamal é semelhante, mas usa hidróxido de cálcio em vez de hidróxido de sódio.

### Agente de limpeza
O hidróxido de sódio é frequentemente usado como um agente de limpeza industrial, onde é frequentemente chamado de "cáustico". É adicionado à água, aquecido e, em seguida, usado para limpar equipamentos de processo, tanques de armazenamento, etc. Ele pode dissolver graxa, óleos, gorduras e depósitos à base de proteínas. Também é usado para limpar tubos de descarga de resíduos sob pias e esgotos em propriedades domésticas. Os surfactantes podem ser adicionados à solução de hidróxido de sódio, a fim de estabilizar as substâncias dissolvidas e, assim, impedir a reposição. Uma solução de imersão em hidróxido de sódio é usada como um poderoso desengordurante em assadeiras de aço inoxidável e vidro. Também é um ingrediente comum em limpadores de forno. Contudo, para o manuseio da soda cáustica é recomendado o uso de luvas, máscara, óculos de proteção e roupas compridas devido a sua capacidade de destruir os tecidos vivos e causar queimaduras graves.
Um uso comum de hidróxido de sódio é na produção de detergentes para lavadoras de peças. Os detergentes para lavagem de peças à base de hidróxido de sódio são alguns dos produtos químicos de limpeza para lavagem de peças mais agressivos. Os detergentes à base de hidróxido de sódio incluem surfactantes, inibidores de ferrugem e antiespumantes. Uma lavadora de peças aquece a água e o detergente em um gabinete fechado e depois pulveriza o hidróxido de sódio aquecido e a água quente sob pressão contra peças sujas para aplicações de desengorduramento. O hidróxido de sódio usado dessa maneira substituiu muitos sistemas à base de solvente no início dos anos 90[ citação necessário ] quando o tricloroetano foi proibido pelo Protocolo de Montreal. As arruelas de peças à base de detergente à base de água e hidróxido de sódio são consideradas uma melhoria ambiental em relação aos métodos de limpeza à base de solvente. O hidróxido de sódio é usado em casa como um tipo de abridor de drenos para desbloquear drenos entupidos, geralmente na forma de um cristal seco ou como um gel líquido espesso. O alcaloide dissolve graxas para produzir produtos solúveis em água e também hidrolisa as proteínas, tais como aqueles encontrados no cabelo que podem bloquear tubos de água. Essas reações são aceleradas pelo calor gerado quando o hidróxido de sódio e os outros componentes químicos do limpador se dissolvem na água. Tais limpadores de drenos alcalinos e suas versões ácidas são altamente corrosivos e devem ser manuseados com muito cuidado.
O hidróxido de sódio é usado em alguns relaxantes para alisar os cabelos. No entanto, devido à alta incidência e intensidade de queimaduras químicas, os fabricantes de relaxantes químicos usam outros produtos químicos alcalinos em preparações disponíveis para os consumidores médios. Relaxantes de hidróxido de sódio ainda estão disponíveis, mas são usados principalmente por profissionais. Uma solução de hidróxido de sódio na água era tradicionalmente usada como o decapante mais comum em objetos de madeira. Seu uso tornou-se menos comum, pois pode danificar a superfície da madeira, elevando o grão e manchando a cor.

### Em misturas de cimento, argamassa, concreto, argamassas
O hidróxido de sódio é usado em alguns plastificantes de mistura de cimento. Isso ajuda a homogeneizar misturas de cimento, evitando a segregação de areias e cimento, diminui a quantidade de água necessária em uma mistura e aumenta a trabalhabilidade do produto de cimento, seja argamassa, reboco ou concreto.